# Aniba cujumary
Aniba cujumary là loài thực vật có hoa trong họ Nguyệt quế. Loài này được (Mart.) A.Lyons miêu tả khoa học đầu tiên năm 1907.